# 넥슨 카트라이더 리그 시즌 제로

넥슨 카트라이더 리그 시즌 제로

넥슨 카트라이더 리그 SEASON ZERO는 첫 번째 SPO TV 게임즈 카트라이더 리그이며, 기존 온게임넷에서 열렸던 리그를 포함하면 18번째 카트라이더 리그이나, 기존에 열렸던 리그와 차별성을 두기 위해 '18차리그'라는 명칭 대신, '시즌 제로'로 명칭을 정하였다.

## 기간

### 예선
- 온라인 신청: 2014년 1월 3일 ~ 2014년 1월 12일
- 일정: 2014년 1월 18일 ~ 2014년 1월 19일
- 장소: 신도림 인텔 e스타디움

### 본선
- 리그일정 : 2014년 2월 8일 ~ 2014년 3월 29일
- 방송시간 : 매주 토요일 오후 7시(단, 2014년 3월 1일은 오후 2시)
- 장소: 강남 넥슨 아레나

## 특이사항
- 온게임넷에서 SPO TV 게임즈로 주관 및 방송사가 변경되었다.
- 카트라이더 리그가 비공인 리그로 전환되었다.
- 이와 동시에 카트라이더 리그 최초로 HD로 전환되었다.
- 카트라이더 정규리그 최초로 스피드전과 아이템전이 동시에 열렸다.
- 온라인 신청은 예선(그랑프리 등)으로 선발하는 것에서 홈 페이지에서 신청하면 되는 것으로 변경되었다. 다만 신청자가 너무 많을 경우 RP 기준으로 각각 오프라인 예선에 참가할 512명을 선발한다.
- 실제 활동 중인 8개의 F-1 카트레이서 선수가 감독 자격으로 리그를 참여 및 프런트 역할을 한다.
- 팀 구성은 감독, 매니저(레이싱 모델), 스피드전 선수 3명, 아이템전 선수 1명 총 6명이 한 팀을 이룬다.
- 매주 카트 인 피트라는 프로그램을 제작하여 방영한다.
- 8강에서 단 1경기도 3세트 랜덤전이 열리지 않았으며, 모두 2:0으로 경기가 끝났다.
- 전대웅, 이중선, 강진우의 충격적인 8강 탈락* 유영혁, 박인재 2연속 동시 결승전 진출
- 박인재의 2연속 우승(17차리그, 시즌제로)
- 95경기를 치뤘음
- 박인재 선수의 문호준, 유영혁을 이은 역대 3번째 3회 우승과 문호준, 유영혁에 이은 역대 3번째 2회 연속 우승

## 트랙

### 스피드전
| - 비치 해변 드라이브 - 빌리지 손가락 - 동화 잠자는 숲속의 거인 - 포레스트 대관령 - 광산 꼬불꼬불 다운힐 | - 차이나 서안 병마용 - 차이나 상해 동방명주 - 놀이동산 360 타워 - WKC 브라질 서킷 - WKC 투어링 랠리 |

### 아이템전
| - 광산 뽀글뽀글 용암굴 - 공동묘지 유령의 계곡 - 해적 어질어질 부둣가 - 빌리지 시계탑 - 노르테유 허공의 갈림길 | - 아이스 신나는 하프파이프 - 동화 카드왕국의 미로 - 팩토리 핀저의 위험한 적재소 - 브로디 거대한 에너지 생산기 |

## 상금
- 총상금 : 4800만원

| - 우승 : 2400만원 - 2위 : 1200만원 - 3위 : 800만원 - 4위 : 400만원 |

## 참가선수
| 팀명                 | 감독   | 매니저 | 선수 (스피드)          | 선수 (아이템) |
| -------------------- | ------ | ------ | ---------------------- | ------------- |
| CJ 레이싱            | 최해민 | 한채이 | 전대웅, 원상원, 노종환 | 한동훈        |
| E-레인               | 오한솔 | 류지혜 | 김성록,이중대,조성제   | 장진형        |
| Team 106             | 정연일 | 김하율 | 이동민, 신동이, 유영혁 | 홍석현        |
| 인제 스피디움        | 김동은 | 최별이 | 한주성, 문민기, 이중선 | 김형태        |
| SL 모터스포트        | 임민진 | 조상히 | 박건웅, 안성수, 김승래 | 김강산        |
| 팀 챔피언스          | 김현철 | 이효영 | 김주원, 이준성, 박현호 | 신현준        |
| 서한-퍼플 모터스포트 | 장현진 | 방은영 | 최영훈, 정재훈, 박인재 | 이은택        |
| 모터타임             | 장진성 | 김하음 | 최성연, 정현우, 강진우 | 박천원        |

## 경기진행 방식
- 8개의 팀이 출전하며, 토너먼트 방식으로 진행
- 1세트, 2세트는 7전 4선승제이며, 3세트는 3전 2선승제이다.
- 같은 팀 내에서는 동일한 카트바디의 탑승이 불가능하다.

### 1세트 스피드전
- 1경기부터 3경기까지는 스피드 선수 3:3으로 진행하며, 4경기부터 7경기까지는 각 팀의 아이템 선수 2명이 추가로 출전, 4:4로 진행한다.
- 점수 합산은 카트라이더 스피드 팀전의 팀 포인트 정산 방식을 그대로 적용한다.
  - 1등 10점, 2등 8점, 3등 6점, 4등 5점, 5등 4점, 6등 3점, 7등 2점, 8등 1점, Retire 0점
- 매 경기마다 모든 팀원의 순위 합산을 해서 점수가 가장 높은 팀이 승리를 거두게 되는데, 합산된 팀 포인트가 동일할 경우 1위를 한 선수가 속한 팀이 승리한다.

### 2세트 아이템전
- 1경기는 각 팀의 감독과 매니저가 출전하며, 2:2로 경기를 진행한다. 트랙은 빌리지 시계탑만 사용한다.
- 2경기부터 7경기까지는 각 팀의 선수가 4:4로 진행한다.
- 스피드전과 달리 아이템전은 1등을 한 선수의 팀이 승리하는 방식이다.

### 3세트 랜덤전
- 1경기는 아이템전, 2경기는 스피드전, 3경기는 스피드 개인전 1:1로 진행한다.
- 트랙은 아이템전(1경기)과 스피드전(2, 3경기) 트랙 중 1개를 랜덤으로 지정하여 진행한다.
- 3경기는 각 팀에서 에이스로 꼽히는 선수 1명을 내보내어, 1:1 에이스 결정전으로 진행한다.

## 리그 본선
|  | 8강전                | 8강전                |               |   | 준결승전 | 준결승전 |  |  | 결승전 | 결승전 |
|  |                      |                      |               |   |          |          |  |  |        |        |
|  |                      |                      |               |   |          |          |  |  |        |        |
|  |                      |                      |               |   |          |          |  |  |        |        |
|  | CJ 레이싱            | 0                    |               |   |          |          |  |  |        |        |
|  | CJ 레이싱            | 0                    |               |   |          |          |  |  |        |        |
|  | E-Rain               | 2                    |               |   |          |          |  |  |        |        |
|  | E-Rain               | 2                    | E-Rain        | 1 |          |          |  |  |        |        |
|  |                      |                      | E-Rain        | 1 |          |          |  |  |        |        |
|  |                      | Team 106             | 2             |   |          |          |  |  |        |        |
|  | Team 106             | Team 106             | 2             | 2 |          |          |  |  |        |        |
|  | Team 106             |                      |               | 2 |          |          |  |  |        |        |
|  | 인제 스피디움        | 0                    |               |   |          |          |  |  |        |        |
|  | 인제 스피디움        | 0                    | Team 106      | 1 |          |          |  |  |        |        |
|  |                      |                      | Team 106      | 1 |          |          |  |  |        |        |
|  |                      | 서한-퍼플 모터스포트 | 2             |   |          |          |  |  |        |        |
|  | SL 모터스포츠        | 서한-퍼플 모터스포트 | 2             | 2 |          |          |  |  |        |        |
|  | SL 모터스포츠        |                      |               | 2 |          |          |  |  |        |        |
|  | 팀 챔피언스          | 0                    |               |   |          |          |  |  |        |        |
|  | 팀 챔피언스          | 0                    | SL 모터스포츠 | 0 |          |          |  |  |        |        |
|  |                      |                      | SL 모터스포츠 | 0 |          |          |  |  |        |        |
|  |                      | 서한-퍼플 모터스포트 | 2             |   |          |          |  |  |        |        |
|  | 서한-퍼플 모터스포트 | 서한-퍼플 모터스포트 | 2             | 2 |          |          |  |  |        |        |
|  | 서한-퍼플 모터스포트 |                      |               | 2 |          |          |  |  |        |        |
|  | 모터타임             | 0                    |               |   |          |          |  |  |        |        |
|  | 모터타임             | 0                    |               |   |          |          |  |  |        |        |

## 대회 결과
- 우승 : 서한-퍼플 모터스포트
- 준우승 : Team 106
- 3위 : E-Rain
- 4위 : SL 모터스포츠

## 중계진
- 캐스터 : 성승헌
- 해설 :  정준, 김대겸
- VJ : 김하음[4]
- 카트걸 : 장은서[5]